# Capela (kommun i Brasilien, Alagoas, lat -9,39, long -36,12)
Capela är en kommun i Brasilien.   Den ligger i delstaten Alagoas, i den östra delen av landet, 1 500 km nordost om huvudstaden Brasília. Antalet invånare är 17 077. Arean är 205 kvadratkilometer.
Terrängen i Capela är platt åt sydost, men åt nordväst är den kuperad.
Följande samhällen finns i Capela:
- Capela

Omgivningarna runt Capela är en mosaik av jordbruksmark och naturlig växtlighet. Runt Capela är det ganska tätbefolkat, med 108 invånare per kvadratkilometer.